# Coppa di Russia 2013-2014 (pallacanestro maschile)
La Coppa di Russia 2013-2014 (in russo Кубок России?, Kubok Rossii) è la 13ª Coppa di Russia di pallacanestro maschile.

## Squadre
Partecipano 50 squadre iscritte alla Superliga 1, alla Superliga 2, al campionato giovanile e alla VTB United League 2013-2014. Tuttavia il Basketbol'nyj klub Krasnye Kryl'ja Samara e il Basketbol'nyj klub Nižnij Novgorod non prendo parte al torneo, riducendo il numero delle squadre a 48.

## Regolamento
Sono previste tre fasi:
- Fase I: 28 squadre vengono divise in sette gruppi tramite il principio territoriale, le prime classificate e le migliori tre seconde classificate avanzano al secondo turno.
- Fase II: alle squadre del turno precedente si uniscono le 14 partecipanti alla Superliga 1. Vengono creati sei gironi tramite il principio territoriale e accedono al turno successivo le vincitrici di ogni girone più le quattro migliori seconde classificate.
- Fase III: inizia la fase ad eliminazione con partite di andata e ritorno. Le squadre partecipanti alla VTB United League 2013-2014 entrano in diversi turni (Basketbol'nyj klub Krasnyj Oktjabr' Volgograd e Basketbol'nyj klub Enisey accedono subito al terzo turno, Basketbol'nyj klub Triumf e Basketbol'nyj klub UNICS entrano in gioco nel quarto turno, mentre Professional'nyj Basketbol'nyj klub CSKA, Basketbol'nyj klub Chimki, Professional'nyj Basketbol'nyj klub Lokomotiv Kuban' e Basketbol'nyj klub Spartak Sankt-Peterburg iniziamo il cammino dai quarti di finale).

## Primo turno

### Gruppo A
|    | Squadra                    | G | V | P | PF  | PS  | P.ti |
| -- | -------------------------- | - | - | - | --- | --- | ---- |
| 1. | Sojuz Zarečnyj             | 3 | 3 | 0 | 241 | 178 | 6    |
| 2. | Tambov                     | 3 | 2 | 1 | 224 | 200 | 5    |
| 3. | Spartak San Pietroburgo II | 3 | 1 | 2 | 241 | 224 | 4    |
| 4. | Nižnij Novgorod II         | 3 | 0 | 3 | 168 | 272 | 3    |

### Gruppo B
|    | Squadra                   | G | V | P | PF  | PS  | P.ti |
| -- | ------------------------- | - | - | - | --- | --- | ---- |
| 1. | UNICS Kazan' II           | 3 | 2 | 1 | 234 | 191 | 5    |
| 2. | Iževsk                    | 3 | 2 | 1 | 210 | 213 | 5    |
| 3. | Krasnye Kryl'ja Samara II | 3 | 1 | 2 | 188 | 217 | 4    |
| 4. | CSK VVS Krasnye Kryl'ja   | 3 | 1 | 2 | 203 | 214 | 4    |

### Gruppo C
|    | Squadra                    | G | V | P | PF  | PS  | P.ti |
| -- | -------------------------- | - | - | - | --- | --- | ---- |
| 1. | Vecchio Sobol Nižnij Tagil | 3 | 3 | 0 | 241 | 212 | 6    |
| 2. | Neftechimik Tobol'sk       | 3 | 2 | 1 | 234 | 178 | 5    |
| 3. | Omsk BC 1736               | 3 | 1 | 2 | 199 | 230 | 4    |
| 4. | Enisey II                  | 3 | 0 | 3 | 176 | 230 | 3    |

### Gruppo D
|    | Squadra                | G | V | P | PF  | PS  | P.ti |
| -- | ---------------------- | - | - | - | --- | --- | ---- |
| 1. | Sogdiana-SKIF Voronezh | 3 | 3 | 0 | 247 | 175 | 6    |
| 2. | Dinamo Mosca II        | 3 | 2 | 1 | 216 | 203 | 5    |
| 3. | Tegaz                  | 3 | 1 | 2 | 186 | 209 | 4    |
| 4. | Krasnyj Oktjabr' II    | 3 | 0 | 3 | 168 | 230 | 3    |

### Gruppo E
|    | Squadra            | G | V | P | PF  | PS  | P.ti |
| -- | ------------------ | - | - | - | --- | --- | ---- |
| 1. | Chimki II          | 3 | 3 | 0 | 258 | 179 | 6    |
| 2. | Dinamo-YUZGU Kursk | 3 | 2 | 1 | 247 | 220 | 5    |
| 3. | Stroitel' Engels   | 3 | 1 | 2 | 195 | 253 | 4    |
| 4. | Triumf Ljubercy II | 3 | 0 | 3 | 205 | 253 | 3    |

### Gruppo F
|    | Squadra                 | G | V | P | PF  | PS  | P.ti |
| -- | ----------------------- | - | - | - | --- | --- | ---- |
| 1. | MBA Mosca               | 3 | 3 | 0 | 248 | 153 | 6    |
| 2. | CSKA Mosca-Trinta       | 3 | 2 | 1 | 246 | 185 | 5    |
| 3. | Irkut II                | 3 | 1 | 2 | 185 | 237 | 4    |
| 4. | KAMiT-Universitet Tver' | 3 | 0 | 3 | 151 | 255 | 3    |

### Gruppo G
|    | Squadra             | G | V | P | PF  | PS  | P.ti |
| -- | ------------------- | - | - | - | --- | --- | ---- |
| 1. | Dinamo Stavropol'   | 3 | 2 | 1 | 248 | 228 | 5    |
| 2. | Lokomotiv Kuban' II | 3 | 2 | 1 | 241 | 223 | 5    |
| 3. | Elbrus Čerkessk     | 3 | 1 | 2 | 222 | 238 | 4    |
| 4. | Dinamo-MGTU Majkop  | 3 | 1 | 2 | 221 | 243 | 4    |

## Secondo turno

### Gruppo A1
|    | Squadra              | G | V | P | PF  | PS  | P.ti |
| -- | -------------------- | - | - | - | --- | --- | ---- |
| 1. | Novosibirsk          | 3 | 3 | 0 | 275 | 206 | 6    |
| 2. | Spartak Primor'e     | 3 | 1 | 2 | 213 | 221 | 4    |
| 3. | Neftechimik Tobol'sk | 3 | 1 | 2 | 203 | 225 | 4    |
| 4. | Irkut Irkutsk        | 3 | 1 | 2 | 197 | 236 | 4    |

### Gruppo B1
|    | Squadra                    | G | V | P | PF  | PS  | P.ti |
| -- | -------------------------- | - | - | - | --- | --- | ---- |
| 1. | Temp-SUMZ Revda            | 3 | 3 | 0 | 290 | 239 | 6    |
| 2. | Ural Ekaterinburg          | 3 | 2 | 1 | 284 | 213 | 5    |
| 3. | Dinamo Kursk               | 3 | 1 | 2 | 226 | 286 | 4    |
| 4. | Vecchio Sobol Nižnij Tagil | 3 | 0 | 3 | 212 | 274 | 3    |

### Gruppo C1
|    | Squadra                | G | V | P | PF  | PS  | P.ti |
| -- | ---------------------- | - | - | - | --- | --- | ---- |
| 1. | Mordovija Sarа́nsk      | 3 | 3 | 0 | 245 | 170 | 6    |
| 2. | Ataman Rostov          | 3 | 2 | 1 | 182 | 214 | 5    |
| 3. | Sogdiana-SKIF Voronezh | 3 | 1 | 2 | 208 | 213 | 4    |
| 4. | Sojuz Zarečnyj         | 3 | 0 | 3 | 194 | 232 | 3    |

### Gruppo D1
|    | Squadra           | G | V | P | PF  | PS  | P.ti |
| -- | ----------------- | - | - | - | --- | --- | ---- |
| 1. | Avtodor           | 3 | 3 | 0 | 247 | 175 | 6    |
| 2. | CSKA Mosca-Trinta | 3 | 2 | 1 | 216 | 203 | 5    |
| 3. | Dinamo Mosca      | 3 | 1 | 2 | 186 | 209 | 4    |
| 4. | Samara-SGEU       | 3 | 0 | 3 | 168 | 230 | 3    |

### Gruppo E1
|    | Squadra           | G | V | P | PF  | PS  | P.ti |
| -- | ----------------- | - | - | - | --- | --- | ---- |
| 1. | Chimki II         | 3 | 3 | 0 | 210 | 169 | 6    |
| 2. | Rjazan'           | 3 | 2 | 1 | 217 | 203 | 5    |
| 3. | Parma Perm'       | 3 | 1 | 2 | 216 | 195 | 4    |
| 4. | Dinamo Stavropol' | 3 | 0 | 3 | 154 | 230 | 3    |

### Gruppo F1
|    | Squadra           | G | V | P | PF  | PS  | P.ti |
| -- | ----------------- | - | - | - | --- | --- | ---- |
| 1. | Universitet-Jugra | 3 | 3 | 0 | 281 | 198 | 6    |
| 2. | AltajBasket       | 3 | 2 | 1 | 220 | 211 | 5    |
| 3. | UNICS II          | 3 | 1 | 2 | 207 | 247 | 4    |
| 4. | MBA Mosca         | 3 | 0 | 3 | 184 | 236 | 3    |

## Terzo turno
| Squadra 1         | Totale    | Squadra 2          | Andata  | Ritorno  |
| ----------------- | --------- | ------------------ | ------- | -------- |
| Rjazan'           | 155 - 165 | Avtodor Saratov    | 69 - 88 | 86 - 77  |
| Chimki II         | 168 - 183 | Universitet-Jugra  | 80 - 82 | 88 - 101 |
| Krasnyj Oktjabr'  | 177 - 152 | Altajbasket        | 97 - 75 | 80 - 77  |
| Temp-SUMZ Revda   | 144 - 160 | Novosibirsk        | 82 - 80 | 62 - 80  |
| Ural Ekaterinburg | 142 - 171 | Ruscon-Mordovija   | 73 - 71 | 69 - 100 |
| CSKA Mosca-Trinta | 117 - 182 | Enisey Krasnojarsk | 70 - 95 | 47 - 87  |

## Quarto turno
| Squadra 1         | Totale    | Squadra 2            | Andata  | Ritorno  |
| ----------------- | --------- | -------------------- | ------- | -------- |
| Ruscon-Mordovija  | 152 - 172 | Krasnyj Oktjabr'     | 92 - 98 | 60 - 74  |
| Novosibirsk       | 120 - 167 | Zenit S. Pietroburgo | 66 - 77 | 54 - 90  |
| Avtodor Saratov   | 199 - 175 | Enisey Krasnojarsk   | 91 - 93 | 108 - 82 |
| Universitet-Jugra | 106 - 163 | UNICS Kazan'         | 66 - 94 | 40 - 69  |

## Tabellone
|  | Quarti di finale     | Quarti di finale     | Quarti di finale | Quarti di finale | Quarti di finale |  |  | Semifinali       | Semifinali       | Semifinali       | Semifinali       | Semifinali |    |     | Finale       | Finale       | Finale | Finale | Finale |  |
|  |                      |                      |                  |                  |                  |  |  |                  |                  |                  |                  |            |    |     |              |              |        |        |        |  |
|  | UNICS Kazan'         | UNICS Kazan'         | 64               | 61               | 125              |  |  |                  |                  |                  |                  |            |    |     |              |              |        |        |        |  |
|  | Sptk. S. Pietroburgo | Sptk. S. Pietroburgo | 50               | 66               | 116              |  |  | UNICS Kazan'     | UNICS Kazan'     | 76               | 76               | 152        |    |     |              |              |        |        |        |  |
|  | Avtodor Saratov      | Avtodor Saratov      | 67               | 78               | 145              |  |  | Chimki           | Chimki           | 59               | 79               | 138        |    |     |              |              |        |        |        |  |
|  | Chimki               | Chimki               | 74               | 88               | 162              |  |  |                  |                  |                  |                  |            |    |     | UNICS Kazan' | UNICS Kazan' | 66     | 93     | 159    |  |
|  | Krasnyj Oktjabr'     | Krasnyj Oktjabr'     | 75               | 83               | 158              |  |  |                  |                  | Lokomotiv Kuban' | Lokomotiv Kuban' | 45         | 76 | 121 |              |              |        |        |        |  |
|  | CSKA Mosca           | CSKA Mosca           | 81               | 73               | 154              |  |  | Krasnyj Oktjabr' | Krasnyj Oktjabr' | 72               | 69               | 141        |    |     |              |              |        |        |        |  |
|  | Zenit S. Pietroburgo | Zenit S. Pietroburgo | 71               | 80               | 151              |  |  | Lokomotiv Kuban' | Lokomotiv Kuban' | 81               | 71               | 152        |    |     |              |              |        |        |        |  |
|  | Lokomotiv Kuban'     | Lokomotiv Kuban'     | 63               | 91               | 154              |  |  |                  |                  |                  |                  |            |    |     |              |              |        |        |        |  |

### Finale
| Arbitri: | Sergej Michajlov Semen Ovinov Aleksandr Romanov |

| |            | |
| Goudelock 21 | Punti      | 12 Brown |
| Eidson 5 | Assist     | 5 Ponkrašov |
| Eidson 10 | Rimbalzi   | 8 Marić |
| 4 McKee• 5 Bykov• 6 Zīsīs• 10 Sergeev• 12 Verameenka• 15 Vougioukas• 20 Sokolov 22 Antipov• 30 Goudelock• 31 Eidson• 41 Kurbanov• 45 Šeleketo | Formazioni | 4 Grigor'ev• 5 Brown• 6 Williams• 7 Hendrix• 11 Lichodej• 13 Jasaitis• 15 Kanygin 17 Bogdanov• 20 Zubkov• 22 Marić• 24 Ponkrašov• 44 Simon |
| Andrea Trinchieri | Allenatori | Evgenij Pašutin |

| Arbitri: | Sergej Bulanov Anton Machlin Il'ja Putenko |

| |            | |
| Brown 25 | Punti      | 36 Goudelock |
| Williams 4 | Assist     | 6 Zīsīs |
| Hendrix, Kalnietis 5 | Rimbalzi   | 9 Eidson |
| 4 Grigor'ev• 5 Brown• 6 Williams• 7 Hendrix• 9 Kalnietis• 11 Lichodej• 15 Kanygin 20 Zubkov• 21 Žukanenko• 22 Marić• 24 Ponkrašov• 44 Simon | Formazioni | 4 McKee• 5 Bykov• 6 Zīsīs• 10 Sergeev• 12 Verameenka• 15 Vougioukas• 20 Sokolov 22 Antipov• 30 Goudelock• 31 Eidson• 41 Kurbanov• 45 Šeleketo |
| Evgenij Pašutin | Allenatori | Andrea Trinchieri |